# Chevalier, mult estes guariz
 (août 2021).
La mise en forme du texte ne suit pas les recommandations de Wikipédia : il faut le « wikifier ».
Les points d'amélioration suivants sont les cas les plus fréquents :
- Les titres sont pré-formatés par le logiciel. Ils ne sont ni en capitales, ni en gras.
- Le texte ne doit pas être écrit en capitales (les noms de famille non plus), ni en gras, ni en italique, ni en « petit »…
- Le gras n'est utilisé que pour surligner le titre de l'article dans l'introduction, une seule fois.
- L'italique est rarement utilisé : mots en langue étrangère, titres d'œuvres, noms de bateaux, etc.
- Les citations ne sont pas en italique mais en corps de texte normal. Elles sont entourées par des guillemets français : « et ».
- Les listes à puces sont à éviter, des paragraphes rédigés étant largement préférés. Les tableaux sont à réserver à la présentation de données structurées (résultats, etc.).
- Les appels de note de bas de page (petits chiffres en exposant, introduits par l'outil «  Source ») sont à placer entre la fin de phrase et le point final[comme ça].
- Les liens internes (vers d'autres articles de Wikipédia) sont à choisir avec parcimonie. Créez des liens vers des articles approfondissant le sujet. Les termes génériques sans rapport avec le sujet sont à éviter, ainsi que les répétitions de liens vers un même terme.
- Les liens externes sont à placer uniquement dans une section « Liens externes », à la fin de l'article. Ces liens sont à choisir avec parcimonie suivant les règles définies. Si un lien sert de source à l'article, son insertion dans le texte est à faire par les notes de bas de page.
- La présentation des références doit suivre les conventions bibliographiques. Il est recommandé d'utiliser les modèles {{Ouvrage}}, {{Chapitre}}, {{Article}}, {{Lien web}} et/ou {{Bibliographie}}. Le mode d'édition visuel peut mettre en forme automatiquement les références.
- Insérer une infobox (cadre d'informations à droite) n'est pas obligatoire pour parachever la mise en page.

Pour une aide détaillée, merci de consulter Aide:Wikification.
Si vous pensez que ces points ont été résolus, vous pouvez retirer ce bandeau et améliorer la mise en forme d'un autre article.
 (mai 2021).
Si vous disposez d'ouvrages ou d'articles de référence ou si vous connaissez des sites web de qualité traitant du thème abordé ici, merci de compléter l'article en donnant les références utiles à sa vérifiabilité et en les liant à la section « Notes et références ».
Chevalier, Mult Estes Guariz (en français contemporain : Chevaliers, vous êtes sous très bonne protection) est un chant médiéval composé pour le roi Louis VII et ses chevaliers à l'annonce du déclenchement de la deuxième croisade en 1145.

## Contexte
En 1144 la forteresse d'Édesse tombe aux mains d'Imad ed-Din Zengi, l'atabeg de Mossoul et d'Alep. Le siège ne dure qu'un mois et l'atabeg fait massacrer des milliers d'habitants lors de la capture de la ville. En conséquence, le pape Eugène III publie la bulle Quantum praedecessores le 1er décembre 1145 appelant à la deuxième croisade.
Le roi de France Louis VII et l'empereur germanique Conrad III s'engagent, après quelques hésitations (l'entourage de Louis VII, comme Bernard de Clairvaux, est d'abord peu motivé), dans une expédition vers l'Orient. Les croisés se dirigent vers les terres saintes en juin 1147 accompagnés de 35 000 hommes. On suppose que la chanson Chevalier, Mult Estes Guariz fut écrite entre l'annonce du départ en croisade le 25 décembre 1145 et de son départ effectif le 12 juin 1147.

## Paroles
| Vieux français (picard) | Français |
| --- | --- |
| Chevalier, mult estes guariz, Quant Deu a vus fait sa clamur Des Turs e des Amoraviz, Ki li unt fait tels deshenors. Cher a tort unt ses fîeuz saiziz; Bien en devums aveir dolur, Cher la fud Deu primes servi E reconnu pur segnuur. Ki ore irat od Loovis Ja mar d’enfern avrat pouur, Char s’aime en iert en pareïs Od les angles nostre Segnor. Pris est Rohais, ben le savez, Dunt crestiens sunt esmaiez, Les mustiers ars e désertez: Deus ni est mais sacrifiez. Chivalers, cher vus purpensez, Vus ki d’armes estes preisez; A celui voz cors présentez Ki pur vus fut en cruiz drecez. Ki ore irat od Loovis Ja mar d’enfern avrat pouur, Char s’aime en iert en pareïs Od les angles nostre Segnor. Pernez essample a Lodevis, Ki plus ad que vus nen avez: Riches est e poesteïz, Sur tuz altres reis curunez: Déguerpit ad e vair e gris, Chastels e viles e citez: Il est turnez a icelui Ki pur nus fut en croiz penez. Ki ore irat od Loovis Ja mar d’enfern avrat pouur, Char s’aime en iert en pareïs Od les angles nostre Segnor. Deus livrât sun cors a Judeus Pur mètre nus fors de prisun; Plaies li firent en cinc lieus, Que mort suffrit e passiun. Or vus mande que Chaneleus E la gent Sanguin le felun Mult li unt fait des vilains jeus: Or lur rendez lur guerredun! Ki ore irat od Loovis Ja mar d’enfern avrat pouur, Char s’aime en iert en pareïs Od les angles nostre Segnor. Deus ad un turnei enpris Entre Enfern e Pareïs, Si mande trestuz ses amis Ki lui volent guarantir Qu’il ne li seient failliz. Ki ore irat od Loovis. Ja mar d’enfern avrat pouur, Char s’aime en iert en pareïs Od les angles nostre Segnor. Char le fiz Deu al Creatur Ad Rohais estre ad un jorn mis: [...] Pur la vengance Deu furnir. Ki ore irat od Loovis Ja mar d’enfern avrat pouur, Car s’aime en iert en pareïs Od les angles nostre Segnor. Alum conquere Moïses, Ki gist el munt de Sinaï; A Saragins nel laisum mais, Ne la verge dunt il partid La Roge mer tut ad un fais, Quant le grant pople le seguit; E Pharaon revint après: Il e li suon furent périt. Ki ore irat od Loovis Ja mar d’enfern avrat pouur, Char s’aime en iert en parais Od les angles nostre Segnor. | Chevaliers, vous êtes sous très bonne protection, Quand c’est vers vous que Dieu s’est plaint Des Turcs et des Almoravides, Qui lui ont fait une si grand honte En saisissant à tort ses fiefs. Il est juste que nous en souffrions Car c’est là que Dieu fut d’abord servi Et reconnu pour seigneur. Celui qui désormais ira avec Louis Ne redoutera plus jamais l’enfer Car son âme sera (mise) en Paradis Avec les anges de notre seigneur. Rohais est pris, bien le savez, Dont les chrétiens sont en émoi Les monastères brûlent et sont désertés, Dieu n’y est plus célébré Chevaliers, songez-y bien, Vous qui êtes prisés pour vos faits d’armes, Offrez vos corps à celui Qui pour vous fut dressé en croix. Celui qui désormais ira avec Louis Ne redoutera plus jamais l’enfer Car son âme sera (mise) en Paradis Avec les anges de notre seigneur. Prenez exemple sur Louis, Qui possède bien plus que vous, Il est riche et puissant, Sur tout autre roi couronné: Il a abandonné et vair et gris (fourrures) Châteaux et villes et cités, Et il est revenu vers celui Qui pour nous fut torturé en croix. Celui qui désormais ira avec Louis Ne redoutera plus jamais l’enfer Car son âme sera (mise) en Paradis Avec les anges de notre seigneur. Dieu livra son corps à ceux de Judée Pour nous mettre hors de sa prison Ils lui firent des plaies en cinq endroits, Tant qu’il souffrit mort et passion. Maintenant, il vous commande que les païens Et les gens de Sanguin le félon Qui lui ont fait tant de vilainies (mauvais tours): En soient récompensés en retour. Celui qui désormais ira avec Louis Ne redoutera plus jamais l’enfer Car son âme sera (mise) en Paradis Avec les anges de notre seigneur. Dieu a engagé un tournoi Entre Enfer et Paradis, Et, oui, il mande tout ses amis, Qui veulent le défendre; Qu’ils ne lui fassent pas défaut. Celui qui désormais ira avec Louis Ne redoutera plus jamais l’enfer Car son âme sera (mise) en Paradis Avec les anges de notre seigneur. Car le fils de Dieu le créateur A fixé le jour pour être à Rohais [...] Pour accomplir la vengeance de Dieu Celui qui désormais ira avec Louis Ne redoutera plus jamais l’enfer Car son âme sera (mise) en Paradis Avec les anges de notre seigneur. Allons conquérir Moïse, Qui gît au Mont Sinaï Ne le laissons plus aux Sarrasins, Ni la verge qu’il utilisa pour séparer La mer rouge d’un seul coup Quand le grand peuple le suivit; Et Pharaon qui le poursuivait vit périr lui et les siens. Celui qui désormais ira avec Louis Ne redoutera plus jamais l’enfer Car son âme sera (mise) en Paradis Avec les anges de notre seigneur. |

## Sources historiques
De cette chanson et de sa notation musicale, un seul manuscrit datant de la seconde moitié du XIIe siècle est connu : le Codex Amplonianus 8 ° 32, également référencé RS 1548a, conservé à Erfurt, en Allemagne. Compte tenu du langage utilisé dans ce manuscrit, la copie est l'œuvre d'un anglo-normand.